# Пряность (Дюна)
Пряность, меланж (англ. Melange), также Спайс (англ. Spice) — вещество в романе Фрэнка Герберта «Дюна» необходимое для межзвёздной навигации. Пряность занимает центральное место во вселенной Дюны. Она может употребляться в пищу, имеет аромат корицы, но точно вкус пряности не повторяется.
– Вы помните, какой был вкус у Пряности, когда вы попробовали её в первый раз?
– Она напоминала корицу.

– Но вкус ни разу не повторялся, – заметил Юйэ. – Она как жизнь – каждый раз предстает в новом обличье. Некоторые полагают, что меланж вызывает так называемую реакцию ассоциированного вкуса. Иначе говоря, организм воспринимает её как полезное вещество и, соответственно, интерпретирует её вкус как приятный, – это эйфорическое восприятие. И, подобно жизни, Пряность никогда не удастся синтезировать, создать её точный искусственный аналог…

## Практическое применение пряности
В романе представлены следующие полезные свойства пряности:
- Меланж значительно продлевает жизнь (как минимум в 2 раза).
- Из Пряности можно синтезировать практически всё — от ткани до взрывчатки, это отличное топливо (аналог нефти).
- Меланж гораздо дороже золота и урана — за чемодан Пряности можно купить планетарную систему. Меланж — основа галактической экономики и политики.
- Меланж ускоряет мозг до уровня суперкомпьютера, позволяет рассчитать сложнейшие траектории и видеть будущее, что необходимо человечеству будущего для межзвёздных путешествий.
- Меланж обладает питательными свойствами.

Со времен Батлерианского Джихада, после многовековой войны с восставшими машинами, человечество раз и навсегда отказалось от компьютеров. (Одна из основных заповедей Оранжевой Католической Библии — "Да не создашь ты машину по своему образу и подобию")
Место компьютеров заняли Ментаты — психически и физически подготовленные люди, которым Меланж позволяет использовать мозг как минимум на 50%.
Вместо суперкомпьютеров на космических кораблях используют Гильд-Навигаторов. Это мутанты, которые регулярно находятся в атмосфере из пряности. Они используют мозг на 90%
Дело в том, что звездолеты, использующие эффект Хольцмана (а других нет), приходится вести на сверхсветовой скорости через свернутое пространство практически вслепую. Когда звездолет летит в соседнюю галактику, на его пути полно планет, звезд, метеоров и других звездолетов. Все это тоже не стоит на месте, а движется относительно друг друга по сложным траекториям и с гигантской скоростью. И лишь благодаря сложнейшим расчётам Навигаторов и их сверхчеловеческой реакции существуют межпланетные перелёты.
Вопреки распространенному ошибочному мнению пряность не способствует появлению предсказательных способностей. Она позволяет рассчитывать и видеть все варианты исхода конкретных действий одновременно. Однако Пол Атрейдес и некоторые навигаторы Космической гильдии утверждали обратное.

## Побочные эффекты пряности
Принятие меланжа не обходится без последствий:
- Пряность, или Меланж, не имеет побочных эффектов, если потребляется в небольших объёмах, но вызывает мощную зависимость, которую нельзя преодолеть никаким способом. Пряность перестраивает организм, поэтому, отказавшись от неё, человек погибает.
- При потреблении в больших количествах белки, радужные оболочки и  зрачки глаз окрашиваются в тёмно-синий цвет. Фримены называют этот эффект "глаза ибадата" (араб. عبادة, «ибада» — «поклонение»).
- При потреблении в огромных количествах пряность вызывает мутации в организме, постепенно превращая человека в мутанта (Гильд-Навигатора), которые даже дышат воздухом, насыщенным пряностью.

## Искусственные аналоги
Долгое время пряность невозможно было синтезировать в лабораторных условиях, поэтому планета Арракис оставалась единственным источником вещества. Много позже — либо к окончанию правления Лето II Тирана, либо в начале Великого Голода, Бене Тлейлаксу смогли синтезировать пряность в своих лабораториях. Синтетическая пряность ликвидировала монополию Арракиса на меланж, дав тем самым новый импульс к развитию вселенной.

## Происхождение пряности
Это вещество есть только на одной планете под названием Арракис, также известной как Дюна, которая представляет собой пустыню, населённую огромными песчаными червями.
Пряность является продуктом жизнедеятельности песчаных форелей — личинок песчаного червя, а также пищей для микроскопических существ — песчаного планктона (которым питаются песчаные черви). Пряность образуется из премеланжевой массы, выброшенной на поверхность песков при высыхании её на солнце. Премеланжевая масса образуется внутри закрытых карманов, наполненных водой, где песчаная форель выделяла в воду свои экскременты. Когда давление газов внутри пузыря премеланжевой массы достигало критического значения, происходил выброс, который разбрасывал премеланжевые массы по песку. При этом многие миллионы песчаных форелей погибали.

## Сбор пряности
На поверхности планеты пряность собирают специальные машины — харвестеры (от англ. harvester). Сбор пряности — опасное занятие, так как Податели (песчаные черви) реагируют на вибрацию почвы и проявляют агрессию по отношению к её источнику. Поэтому всегда рядом с комбайном-подборщиком находится большой носитель, называемый грузолетом. Его задача — транспортировка харвестера и его спасение в случае опасности.

## Факты
- Керол Харт написала эссе Melange, опубликованное в книге The Science of Dune, в котором она дала анализ этого вещества.
- В компьютерных играх Dune II, Dune 2000, Emperor: Battle for Dune пряность выступает в качестве материального ресурса, за который производятся здания и войска.
- В компьютерной игре Spore есть полезный ресурс, названный в честь пряности.
- В компьютерной игре Enter The Gungeon появляется в качестве предмета, улучшающего характеристики оружельца до той поры пока тот не станет ей злоупотреблять